# Droits de l'homme au Ghana
Les droits de l'homme sont un concept selon lequel tout être humain possède des droits et des libertés. Les partisans de ce concept affirment généralement que ce sont des droits inaliénables peu importe le droit positif (droit en vigueur), l'ethnie, la nationalité ou la religion et sont acquis par le simple fait d'être humain.
Le Ghana est un pays d'Afrique de l'Ouest. C'était une colonie britannique jusqu'au 6 mars 1957, date à laquelle il est devenu le premier pays du sud du Sahara à obtenir son indépendance.

## DroitsLGBT
Les personnes LGBT au Ghana sont fortement réprimées, même si la législation héritée de l’ère coloniale ne pénalise que la sodomie, pas l'homosexualité elle-même. Les scènes de violences contre les personnes homosexuelles sont courantes et souvent encouragées par les médias, les chefs religieux et le corps politique. Il est courant que des jeunes homosexuels soient expulsés de leur domicile. La Constitution est censée garantir la liberté d'expression et de réunion aux citoyens ghanéens, cependant, ces droits fondamentaux sont refusés aux personnes LGBT, en particulier aux personnes homosexuelles.
L'association Rights Ghana, créée en 2018, cherche à faire bouger les lignes, mais elle la cible des forces de l’ordre et des lobbies religieux chrétiens et  musulmans conservateurs.

## Liberté de la presse
Bien que la constitution inclue la liberté d'expression et de presse, le gouvernement restreint parfois ces droits. Des journalistes sont arrêtés et retenus par la police du fait de ces transgressions. C'est pour cela que certains journalistes pratiquent l'autocensure. La Constitution interdit toute ingérence arbitraire dans la vie privée, la famille, le domicile ou les correspondances. Dans la pratique, le gouvernement respecte ces interdictions.
En 2002, le gouvernement a censuré la médiatisation sur internet des violences tribales dans le nord du Ghana.

## Conditions carcérales

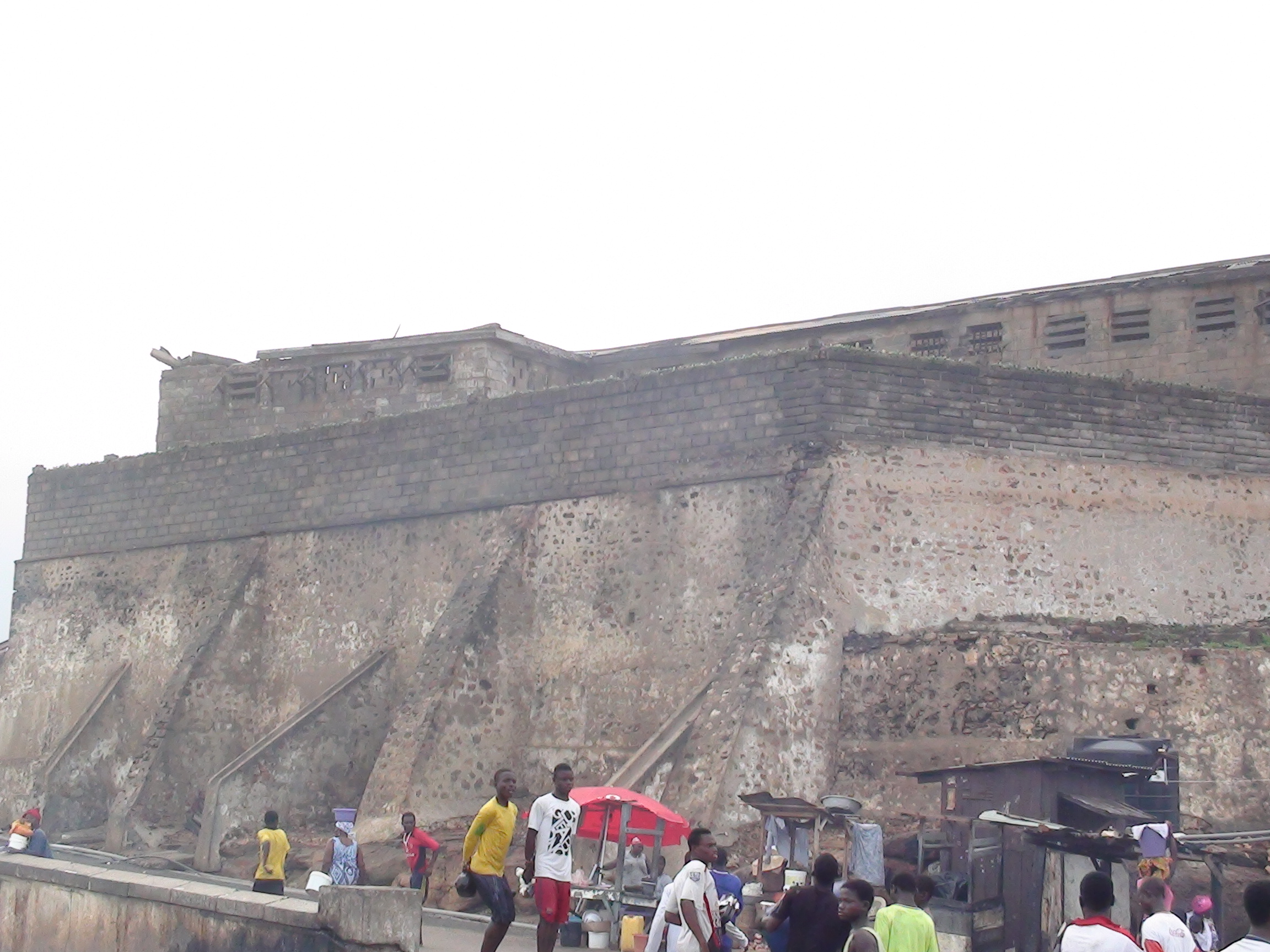
Le fort James est une prison à Accra, vieille de près de 400 ans, qui était en service jusqu'en 2008. Il a été construit à l'origine pour 200 esclaves, mais abritait plus de 740 détenus, hommes et femmes.

En 2013, l'ONU a qualifié les conditions insalubres, la mauvaise alimentation et la surpopulation carcérale du Ghana comme un « traitement cruel, inhumain et dégradant ». L'ampleur de la surpopulation carcérale est estimée comme étant plus élevée que les chiffres officiels. Les prisons utilisent un système où des détenus nommés « blouses noires » fouettent d'autres détenus avec des cannes lorsqu'ils se conduisent mal.

## Situation historique
La tableau ci-dessous montre les notes accordées au Ghana depuis 1972 dans les rapports Freedom in the World, publiés chaque année par Freedom House. Noté de 1 à 7 avec 1 pour « le plus libre » et 7 pour « le moins libre ».
| Année | Droits civiques | Libertés publiques | État                | Président                |
| 1972  | 6               | 6                  | Non Libre           | Kofi Abrefa Busia        |
| 1973  | 7               | 6                  | Non Libre           | Ignatius Kutu Acheampong |
| 1974  | 7               | 5                  | Non Libre           | Ignatius Kutu Acheampong |
| 1975  | 7               | 5                  | Non Libre           | Ignatius Kutu Acheampong |
| 1976  | 7               | 5                  | Non Libre           | Ignatius Kutu Acheampong |
| 1977  | 6               | 5                  | Partiellement Libre | Ignatius Kutu Acheampong |
| 1978  | 5               | 4                  | Partiellement Libre | Ignatius Kutu Acheampong |
| 1979  | 4               | 4                  | Partiellement Libre | Fred Akuffo              |
| 1980  | 2               | 3                  | Libre               | Hilla Limann             |
| 1981  | 6               | 5                  | Non Libre           | Hilla Limann             |
| 1982  | 6               | 5                  | Non Libre           | Jerry Rawlings           |
| 1983  | 6               | 5                  | Non Libre           | Jerry Rawlings           |
| 1984  | 7               | 6                  | Non Libre           | Jerry Rawlings           |
| 1985  | 7               | 6                  | Non Libre           | Jerry Rawlings           |
| 1986  | 7               | 6                  | Non Libre           | Jerry Rawlings           |
| 1987  | 7               | 6                  | Non Libre           | Jerry Rawlings           |
| 1988  | 6               | 6                  | Non Libre           | Jerry Rawlings           |
| 1989  | 6               | 5                  | Non Libre           | Jerry Rawlings           |
| 1990  | 6               | 5                  | Non Libre           | Jerry Rawlings           |
| 1991  | 6               | 6                  | Non Libre           | Jerry Rawlings           |
| 1992  | 5               | 5                  | Partiellement Libre | Jerry Rawlings           |
| 1993  | 5               | 4                  | Partiellement Libre | Jerry Rawlings           |
| 1994  | 5               | 4                  | Partiellement Libre | Jerry Rawlings           |
| 1995  | 4               | 4                  | Partiellement Libre | Jerry Rawlings           |
| 1996  | 3               | 4                  | Partiellement Libre | Jerry Rawlings           |
| 1997  | 3               | 3                  | Partiellement Libre | Jerry Rawlings           |
| 1998  | 3               | 3                  | Partiellement Libre | Jerry Rawlings           |
| 1999  | 3               | 3                  | Partiellement Libre | Jerry Rawlings           |
| 2000  | 2               | 3                  | Libre               | Jerry Rawlings           |
| 2001  | 2               | 3                  | Libre               | Jerry Rawlings           |
| 2002  | 2               | 3                  | Libre               | John Kufuor              |
| 2003  | 2               | 2                  | Libre               | John Kufuor              |
| 2004  | 2               | 2                  | Libre               | John Kufuor              |
| 2005  | 1               | 2                  | Libre               | John Kufuor              |
| 2006  | 1               | 2                  | Libre               | John Kufuor              |
| 2007  | 1               | 2                  | Libre               | John Kufuor              |
| 2008  | 1               | 2                  | Libre               | John Kufuor              |
| 2009  | 1               | 2                  | Libre               | John Kufuor              |
| 2010  | 1               | 2                  | Libre               | John Atta Mills          |
| 2011  | 1               | 2                  | Libre               | John Atta Mills          |
| 2012  | 1               | 2                  | Libre               | John Atta Mills          |
| 2013  | 1               | 2                  | Libre               | John Dramani Mahama      |

## Traités internationaux
Les différentes positions du Ghana par rapport aux différents traités internationaux relatifs aux droits de l'Homme sont les suivantes : 
| Traité | Organisation | Introduction | Signature | Ratification |
| Convention Convention pour la prévention et la répression du crime de génocide                                                     | ONU          | 1948         | -         | 1958         |
| Convention internationale sur l'élimination de toutes les formes de discrimination raciale                                         | ONU          | 1966         | 1966      | 1966         |
| Pacte international relatif aux droits économiques, sociaux et culturels                                                           | ONU          | 1966         | 2000      | 2000         |
| Pacte international relatif aux droits civils et politiques                                                                        | ONU          | 1966         | 2000      | 2000         |
| First Optional Protocol to the International Covenant on Civil and Political Rights                                                | ONU          | 1966         | 2000      | 2000         |
| Convention on the Non-Applicability of Statutory Limitations to War Crimes and Crimes Against Humanity                             | ONU          | 1968         | -         | 2000         |
| Convention internationale sur l'élimination et la répression des crimes d'apartheid                                                | ONU          | 1973         | -         | 1978         |
| Convention sur l'élimination de toutes les formes de discrimination à l'égard des femmes                                           | ONU          | 1979         | 1980      | 1986         |
| Convention contre la torture et autres peines ou traitements cruels, inhumains ou dégradants                                       | ONU          | 1984         | 2000      | 2000         |
| Convention relative aux droits de l'enfant                                                                                         | ONU          | 1989         | 1990      | 1990         |
| Second Optional Protocol to the International Covenant on Civil and Political Rights, aiming at the abolition of the death penalty | ONU          | 1989         | -         | -            |
| Convention internationale sur la protection des droits de tous les travailleurs migrants et des membres de leur famille            | ONU          | 1990         | 2000      | 2000         |
| Protocole facultatif à la Convention sur l'élimination de toutes les formes de discrimination à l'égard des femmes                 | ONU          | 1999         | 2000      | 2011         |
| Optional Protocol to the Convention on the Rights of the Child on the Involvement of Children in Armed Conflict                    | ONU          | 2000         | 2003      | -            |
| Optional Protocol to the Convention on the Rights of the Child on the Sale of Children, Child Prostitution and Child Pornography   | ONU          | 2000         | 2003      | -            |
| Convention relative aux droits des personnes handicapées                                                                           | ONU          | 2006         | 2007      | 2012         |
| Optional Protocol to the Convention on the Rights of Persons with Disabilities                                                     | ONU          | 2006         | 2007      | 2012         |
| Convention internationale pour la protection de toutes les personnes contre les disparitions forcées                               | ONU          | 2006         | 2007      | -            |
| Optional Protocol to the International Covenant on Economic, Social and Cultural Rights                                            | ONU          | 2008         | 2009      | -            |
| Optional Protocol to the Convention on the Rights of the Child on a Communications Procedure                                       | ONU          | 2011         | -         | -            |